# Paratrichodorus pachydermus
Paratrichodorus pachydermus är en rundmaskart som först beskrevs av Seinhorst 1954.  Paratrichodorus pachydermus ingår i släktet Paratrichodorus och familjen Trichodoridae. Arten är reproducerande i Sverige. Inga underarter finns listade i Catalogue of Life.